# NGC 4853
NGC 4853 في الفهرس العام الجديد، هي مجرة، تقع في كوكبة الهلبة. اكتشفت في 13 أبريل 1831 بواسطة جون هيرشل.

## روابط خارجية
- NGC 4853 على موقع ويكي سكاي: DSS2, SDSS, GALEX, IRAS, Hydrogen α, X-Ray, Astrophoto, Sky Map, Articles and images